# ピペリジノアセチルアミノ安息香酸エチル
ピペリジノアセチルアミノ安息香酸エチル（Ethyl p-piperidinoacetylaminobenzoate）は、胃粘膜局所麻酔薬の一つである。

## 効能・効果
胃炎に伴う胃痛・嘔気・胃部不快感

## 副作用
重大な副作用は設定されていない。
便秘、下痢の他、食欲不振、悪心、口渇、過敏症状が起こるとされる。

## 薬理
プロカインと同程度の浸潤麻酔作用および表面麻酔作用と、薬物誘発性の小腸痙攣に対する鎮痙作用を有する。

## 承認
ピペリジノアセチルアミノ安息香酸エチルの胃炎に関する諸症状への効果は、プラセボおよび炭酸水素ナトリウムを対照とした二重盲検試験で対照より有意に優れている事が示された:6。この結果に基づき、1966年9月に承認された:1。

## 参考資料
1. 1 2  “スルカイン錠100mg 添付文書”. www.info.pmda.go.jp. 2021年12月18日閲覧。
2. ↑  関谷淳, 神田善吾, 片山一之「Aminoacylamino基を有する新合成化合物の局所麻酔作用」『日本薬理学雑誌』第57巻第3号、日本薬理学会、1961年、289-294頁、doi:10.1254/fpj.57.289、ISSN 0015-5691、NAID 130000756408。
3. ↑  南谷博一「Aminoacylamino基を有する新合成化合物の鎮痙作用」『日本薬理学雑誌』第59巻第3号、日本薬理学会、1963年、113-122頁、doi:10.1254/fpj.59.113、ISSN 0015-5691、NAID 130000756579。
4. 1 2  “**スルカイン錠100mg インタビューフォーム” (PDF). www.info.pmda.go.jp. 2021年12月18日閲覧。